# غسان علي الرمال
الدكتور غسان علي محمد الرمال (1949 – 3 مايو 2007) مدير إدارة البحوث والدراسات الإسلامية برابطة العالم الإسلامي.

## مولده ونشأته
ولد في مدينة مكة المكرمة، ونشأ فيها ثم انتقل إلى القاهرة بمصر من عام 1958 - 1966 وتلقى هناك تعليمه الابتدائي والمتوسط ثم رجع واكمل دراسته الثانوية بمدينة مكة المكرمة، حصل على شهادة البكالوريوس والماجستير والدكتوراه في التاريخ الإسلامي من جامعة أم القرى بمكة المكرمة.

## عمله
عمل برابطة العالم الإسلامي من عام 1981م — 1402 هـ، مثل الرابطة في العديد من المؤتمرات في الخارج وكذلك معارض الكتب المحلية والدولية. كلف بزيارة تفقدية للاقليات المسلمة في العديد من الدول الأفريقية. عمل في مجال الدعوة الإسلامية لمدة خمس سنوات واشرف على العديد من الدورات الدعوية في أفريقيا.

## مطبوعاته
أول المطبوعات له كتاب (صراع المسلمين مع البرتغاليين في البحر الأحمر) عام 1985م وكذلك العديد من المقالات المنشورة في مجلة رابطة العالم الإسلامي.

## وفاته
توفي في مكة المكرمة يوم الخميس 3 مايو عام 2007 الموافق 16 ربيع الاخر عام 1428 هـ